# Parafia św. Wawrzyńca w Woskowicach Małych
Parafia św. Wawrzyńca – rzymskokatolicka parafia w Woskowicach Małych, należąca do dekanatu Namysłów wschód w archidiecezji wrocławskiej. 

## Historia parafii
Parafia została erygowana w XV wieku. Obsługiwana jest przez księży archidiecezjalnych.
Od 2015 roku proboszczem jest ks. Michał Małkiewicz. 

## Liczebność i zasięg parafii
Parafię zamieszkuje 1211 mieszkańców, zasięgiem duszpasterskim obejmuje miejscowości:
- Bukowa Śląska,
- Igłowice,
- Woskowice Górne,
- Polkowskie,
- Świbno.

## Cmentarze
- Cmentarz Parafialny w Woskowicach Małych
- Cmentarz Parafialny w Woskowicach Górnych
- Cmentarz Komunalny w Bukowie Śląskim[1]

## Parafialne księgi metrykalne
| Księgi metrykalne | Okres ewidencji |
| ----------------- | --------------- |
| chrztów           | 1688–           |
| ślubów            | 1688–           |
| zgonów            | 1688–           |